# Gleba (województwo mazowieckie)
Gleba – wieś sołecka w Polsce położona w województwie mazowieckim, w powiecie ostrołęckim, w gminie Kadzidło. Leży 7,5 km na południowy zachód od Kadzidła, na lewym brzegu Omulwi.

## Historia

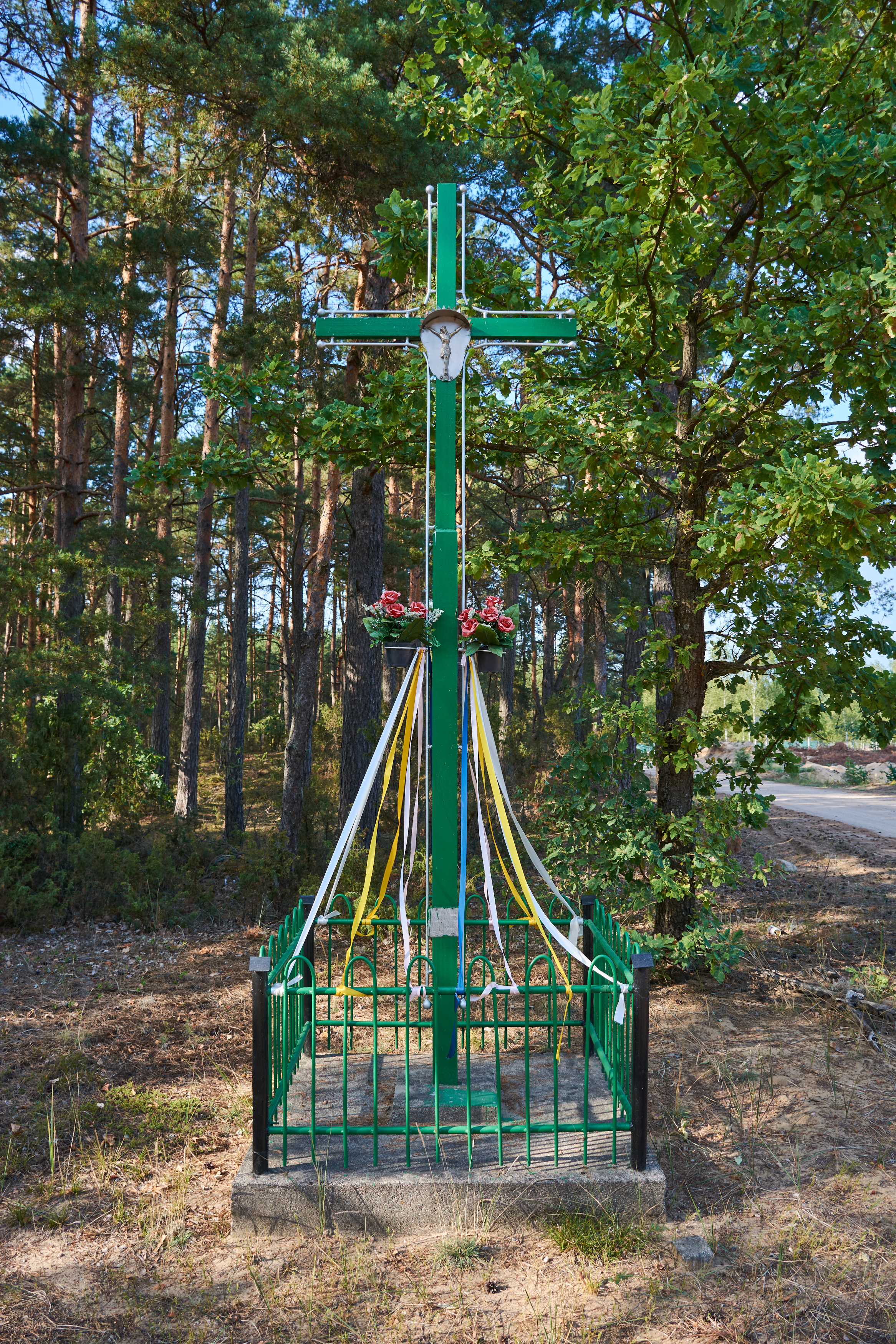
Krzyż przydrożny we wsi

Glebę tworzy kilka kolonii: Bagno, Dąbrowa, Dorszowa Góra (Dorsicha),Gleba-Góry, Górki, Jeziorko, Kępina i Nadkanale.  
Wieś istniała przed 1701 rokiem. W 1765 r. było tu 17 gospodarstw, a w 1820 – 27 gospodarzy rolnych, kowal i 9 chałupników. Na drodze Charciejbałdy stała karczma. W 1827 było 37 domów i 211 mieszkańców a w 1878 r. 42 domy, 150 mężczyzn, 192 kobiety. Wieś należała do gminy Dylewo i parafii Kadzidło. 
Według Powszechnego Spisu Ludności z 1921 roku wieś zamieszkiwało 405 osób, 397 było wyznania rzymskokatolickiego a 8 mariawickiego. Jednocześnie wszyscy mieszkańcy zadeklarowali polską przynależność narodową. Było tu 67 budynków mieszkalnych. Miejscowość należała do parafii rzymskokatolickiej w m. Kadzidło. Podlegała pod Sąd Grodzki w Myszyńcu i Okręgowy w Łomży; właściwy urząd pocztowy mieścił się w m. Kadzidło.
W lesie koło Gleby znajduje się pozostałość po partyzanckim obozowisku por. Józefa Kozłowskiego. W wyniku donosu agenta UB ps. „Zadrożny” 25 czerwca 1948 roku KBW i UB udało się ustalić główną siedzibę Komendy Okręgu „Orzeł”, która znajdowała się w lesie Kraski na terenie wsi Gleba. Bunkry sztabu Okręgu zostały otoczone. W akcji przeciwko kilkunastoosobowej grupie partyzantów brało udział ponad 50 plutonów 1 i 2 Brygady KBW, czyli ponad 1500 żołnierzy, 4 samoloty i artyleria. Po całodziennej walce i nieudanej próbie przebicia się, obrona partyzancka została przełamana (czterech poległo, dziewięciu – w tym 2 rannych – oraz dwie kobiety i dziecko wpadło w ręce komunistów). Ranny Józef Kozłowski został przewieziony do Warszawy, gdzie przeszedł ciężkie śledztwo. Na terenie wsi były realizowane zdjęcia do filmu Historia Roja.
W latach 1975–1998 miejscowość administracyjnie należała do województwa ostrołęckiego.
We wsi funkcjonuje jednostka Ochotniczej Straży Pożarnej, powołana w 1960 roku. Wyposażona jest m.in. w samochód ciężarowy STAR 266 M MAN 6x6 STRAŻ. Pojazd wyposażony jest w wyciągarkę mechaniczną oryginalną STAR 266, biegi terenowe oraz blokady mostów.
Zgodnie z hierarchią administracyjną Kościoła katolickiego miejscowość położona w diecezji łomżyńskiej, w dekanacie Kadzidło, w parafia pw. Ducha Świętego w Kadzidle.